# Gare de Cavone (Ventiseri)
Ne doit pas être confondu avec Gare de Cavone (Ajaccio).
La gare de Cavone était une gare ferroviaire française de l'ancienne Ligne de Bastia à Porto-Vecchio (voie métrique), située sur le territoire de la commune de Ventiseri dans le département de la Haute-Corse et la Collectivité de Corse (CdC).
Elle fut mise en service en 1930 par la Compagnie de chemins de fer départementaux (CFD). Elle est devenue une habitation comme beaucoup de gare abandonnée de l'ancienne ligne disparue.

## Situation ferroviaire
Établie à 43 mètres d'altitude, elle était établie au point kilométrique (PK) 93,30 de la Ligne de Bastia à Porto-Vecchio, (voie unique à écartement métrique), entre les gares de Prunelli-Pietrapola et du Pont de Travo.